# USS Cyclops (AC-4)
El USS Cyclops (AC-4) fue un buque de abastecimiento militar de la clase Proteus perteneciente la Armada de los Estados Unidos cuya fama se debe por listar en las desapariciones sin explicación del llamado Triángulo de las Bermudas.

## Descripción
El USS Cyclops fue un buque de abastecimiento, miembro de la clase Proteus compuesta por cuatro navíos.  El USS Proteus (AC-9) que da nombre a la clase, el USS Nereus (AC-10) y el USS Júpiter (AC-3), (posteriormente convertido en el primer portaviones estadounidense, el USS Langley (CV-1).
A esta clase de buques se los denominaba coloquialmente como buque Collier y estaban destinados inicialmente a abastecer de carbón a buques en alta mar. 
Esta clase poseía un perfil distintivo de doble chimenea en el castillo de popa, puente ubicado en el inicio del castillo de proa, 6 pórticos de hierro y 12 grúas por lado, proa recta y quilla plana, con capacidad máxima de transporte de 8000 t. 
Estaban propulsados por dos turbinas de vapor y dos hélices y podían alcanzar una velocidad de 15 kn.
Debido a su quilla plana, esta clase tenía serios problemas de escoramiento en mar gruesa.

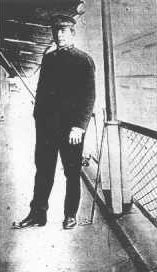
Capitán de reserva, George W. Worley

## Historial operativo
El USS Cyclops fue botado en mayo de 1910 desde los astilleros William Cramp and Sons Yard en Filadelfia, como un buque carbonero bajo la denominación AC-4.
Sirvió como buque abastecedor en alta mar de carbón para la Armada en aguas europeas, especialmente en la zona del mar Báltico y del Caribe. 
Durante la Guerra Civil Mexicana fue buque patrullero-abastecedor y de rescate de connacionales en el puerto de Veracruz.
En 1917, con la entrada de Estados Unidos en la Primera Guerra Mundial fue comisionado como transporte de material a granel de ultramar y participó en un convoy hacia Francia entre mayo y junio de ese año. En los inicios de 1918, fue asignado a operar como abastecedor de buques británicos en el Atlántico sur con base en Río de Janeiro, Brasil.

### Desaparición
El USS Cyclops zarpó el 8 de febrero de 1918 desde Norfolk a Río de Janeiro, Brasil con una carga de minas marinas y carbón.
Zarpó desde ese puerto el 16 de febrero, realizó una escala en Salvador de Bahía el 20 de ese mes transportando 306 tripulantes y 10 000 t de mineral de manganeso; al zarpar, el capitán George W. Worley reportó una grieta en el cilindro de la turbina a estribor del buque lo que lo dejaba funcionando con una sola hélice y que aconsejaba retornar el buque para reparaciones.
El 3 de marzo realizó una escala no programada en Barbados y Worley reportó al cónsul de Estados Unidos que la línea de flotación del USS Cyclops estaba por sobre dicha marca indicando sobrecarga. Fue autorizado a navegar a Baltimore, dejando el puerto el 4 de marzo, no sin haber antes embarcado agua potable y carbón.
El 9 de marzo fue avistado entre el Cabo Hatteras y Cabo Charles frente a las costas de Virginia por el SS Amalco, un buque tanquero.
No volvió a saberse del USS Cyclops y su tripulación: no se encontraron restos de náufragos ni señales del buque.

#### Teorías y especulaciones
Posterior a su naufragio se especularon toda suerte de conjeturas, teorías y especulaciones que son parte de las desapariciones sin explicación del Triángulo de las Bermudas.
Las muchas teorías especulativas indicaron, por ejemplo, que el USS Cyclops:
- Fue víctima de torpedos de submarinos alemanes.[5]
- Fue objeto de piratería.
- Fue objeto de una maniobra de espionaje enemigo.[6]
- Fue atacado por monstruos marinos.[7]
- Fue hundido por una ola gigante.
- Fue víctima de fenómenos extraterrestres (teorías modernas).[8]

La causa más probable consensuada, es que entre el 9 y 10 de marzo de 1918 se desató un fuerte e inesperada tormenta en la zona del último avistamiento frente a las costas de Virginia y que a raíz de ello se haya producido su volcamiento o inundación debido a las malas condiciones del mar, a su quilla plana, la sobrecarga y el agrietamiento de un cilindro con entrada de agua.
Sus buques hermanos, USS Proteus (perdido el 23 de noviembre de 1941), USS Nereus (perdido el 10 de diciembre de 1941) respectivamente, también desaparecieron sin dejar rastro en el llamado Triángulo de las Bermudas durante la Segunda Guerra Mundial, el USS Langley (CV-1), el primer portaviones americano se perdió en acción en ruta entre Freemantle y Java, el 27 de febrero de 1942, por ataque aéreo japonés.
Después de la publicación en 1974 del best seller de Charles Berlitz "El Triángulo de las Bermudas", donde el hundimiento del USS Cyclops se documentó extensamente, el incidente pasó a formar parte del llamado mito de la zona de las Bermudas.